# Корисні копалини Саудівської Аравії
Корисні копалини Саудівської Аравії

## Загальна характеристика
На тер. Саудівської Аравії відкриті і розвідані родовища нафти і природного горючого газу, руд заліза, золота, міді, цинку, срібла, свинцю, піриту, фосфоритів, магнезиту, мармуру, солі, вапняків і інш. (табл.).
Таблиця. — Основні корисні копалини Саудівської Аравії станом на 1998-1999 рр.
| Корисні копалини               | Запаси       | Запаси   | Вміст корисного компоненту в рудах, % | Частка у світі, % |
| Корисні копалини               | Підтверджені | Загальні | Вміст корисного компоненту в рудах, % | Частка у світі, % |
| Боксити, млн т                 | 102          | 213      | 58 (Al2O3)                            | 0,4               |
| Барит, тис. т                  | 100          | 100      | 95 (BaSO4)                            |                   |
| Залізні руди, млн т            | 450          | 750      | 42 (Fe)                               | 0,3               |
| Золото, т                      | 72           | 117      | 0,7–3,7 г/т                           | 0,1               |
| Мідь, тис. т                   | 689          | 2226     | 1,79 (Cu)                             | 0,1               |
| Нафта, млн т                   | 36137        |          |                                       | 26,03             |
| Природний горючий газ, млрд м3 | 5773         |          |                                       | 3,9               |
| Свинець, тис. т                | 70           | 70       | 1,3 (Pb)                              | 0,1               |
| Фосфорити, млн т               | 44,7         | 250      | 21 (Р2О5)                             | 0,88              |
| Цинк, тис. т                   | 1400         | 2400     | 4,6 (Zn)                              | 0,5               |
| Кремнезем, млн куб.м.          |              | 6,24     |                                       |                   |

## Окремі види корисних копалин
Вуглеводні. Основне багатство країни — нафта і газ. За запасами нафти країна займає 1-е місце у світі (2003). Майже вся територія Саудівської Аравії входить до нафтогазоносного басейну Перської затоки і лише вузька смуга узбережжя Червоного моря з прилеглим шельфом — до нафтогазоносного басейну Червоного моря, в якому відкрите одне газоконденсатне родовище Баркан (початкові промислові запаси близько 68 млн т), де продуктивні пісковики світи бед (міоцен) на глибині 1,9-2 км. У нафтогазоносному басейні Перської зат. в кінці ХХ ст. відкрито близько 60 нафтових і газонафтових родовищ, 3 газових і газоконденсатних родовищ, в т.ч. найбільше у світі родовище Гавар (початкові пром. запаси 10 136 млн т) і 10 родовище з початковими промисловими запасами нафти понад 300 млн т. Родовища структурного типу, багатопластові, приурочені переважно до великих антикліналей. Основна нафтоносна товща — відклади верхньої юри світи араб потужністю близько 120 м, в якій виділяють 4 продуктивних горизонти високопористих калькаренітових вапняків, розділених прошарками ангідритів. Найпродуктивніший нижній горизонт.
Регіональною покришкою для покладів світи араб служать перекривні евапорити світи хіт (верхня юра — нижня крейда). Поклади нафти виявлені також у вапняках світ джубейла (верхня юра) і друма (середня юра), пісковиках верхньої крейди світи вара і вапняках нижньої крейди світи ратаві (Саффанія-Хафтжі, Зулуф, Маніфа). Газові поклади виявлені головним чином у вапняках і доломіті світи хуфф пермі. Глибина залягання продуктивних горизонтів у гірськиї породах пермі 2,5-3,5 км, юри 1-2,7 км, крейди 0,8-2 км. Густина нафт 845-889 кг/м³, переважають середні і важкі, сірчисті і високосірчисті нафти (S до 3 %).
У 2003 р. Саудівська Аравія із запасами газу 5,78 трлн м³ займає 5-е місце у світі. Понад 60 % запасів приурочено до нафтогазових родовищ. Третя частина його доведених запасів припадає на попутний газ родовища Гавар. Газ залягає на глибині декількох сотень метрів.
Найбільші родовища вуглеводнів отримали символічні назви, пов’язані з правлячою династією: Ghawar (Король), Abqaiq (Королева), Safaniya (Друга дружина), Berri (Великий візир)  
За оцінками British Petroleum станом на 2003 Саудівська Аравія володіє найбільшими у світі підтвердженими запасами нафти — 262 млрд барелів, частка у світі — 25 %, за рівнем споживання майбутній продуктивний період — 86 років. Запаси газу (трлн м³), частка у світі і роки видобутку, що залишилися у Саудівської Аравії 6 (4 %), понад 100 років [Petroenergy Information Network].
Залізні руди. У Саудівської Аравії відомо 3 родовища залізняка низької якості в межах Нубійсько-Аравійського щита. Потужність пластів гематит-магнетит-яшмового складу близько 200 м. Середній склад руди (%): Fe — 42, S — 0,07, Р — 0,44, As — 0,0008.
Боксити. Виявлене одне родовище бокситів Ез-Забіра в пустелі Великий Нефуд. Підтверджені запаси родовища Ез-Забіра становлять 102 млн т бокситів (2002) із вмістом Al2O3 57,5 %, SiO2 — 5,5 %, оксидів заліза — 8 %. За якістю боксити родовища Ез-Забіра схожі з бокситами найбільшого австралійського родовища Уейпа. 
Золото. В країні виявлені родовища руд золота різних генетичних типів. Близько 60 % золота пов'язано з телуридами, 40 % — самородне. Відомо близько 20 родовищ руд міді і цинку. Запаси більшості родовищ не перевищують 100 тис. т по сумі металів. 
Поліметалічні та рідкіснометалічні руди. Саудівській Аравії належить частина унікального сульфідного мідно-цинкового родовища Атлантіс-11 у западині осьового рифтового ґрабена Червоного моря. Рудоносні пласти і лінзи мулових осадів містять Fe — 29 %, Cu — 1,3-3,6 %, Zn — 3,4-9,8 %, Pb — 0,1 %, Ag — 52,9 г/т,  Au — 0,47 г/т. Запаси всього родовища понад 80 млн т руди. Запаси свинцевих руд невеликі. Відоме невелике мідно-поліметалічне колчеданне родовище Нукра на півночі країни. Руди багаті і в середньому містять Cu — 0,06-2 %, Zn — 4,7-13 %, Pb — 1,7-3,4 %, Au — 1-6 г/т, Ag — 240 г/т. Запаси родовища складають за сумою металів понад 480 тис. т. У районі Ед-Давазімі на сході Нубійсько-Аравійського щита в комплексних рудах дрібного родовища Самра містяться Zn — 5 %, Pb — 1 %, Ag — 446 г/т. Доведені запаси родовища 340 тис. т руди. Запаси срібних руд невеликі і пов'язані з комплексними рудами мідних, мідно-цинкових і мідно-поліметалічних родовищ. Перспективний для пошуків срібних і поліметалічних руд район Ед-Давазімі площею 1000 км². На сході Нубійсько-Аравійського щита і в районі Ель-Ваджх відомі рудопрояви олов’яно-вольфрамових руд жильного і ґрейзенового типу, низькосортні поклади рідкісних і  рідкісноземельних елементів Nb, Та, Y, Zr, Се з підвищеним вмістом урану і торію. Прогнозні ресурси найбільшого з них — Ель-Грайят оцінюються в 440 млн т руди.
Барит. Єдине родовище бариту — Рабіг, представлене серією жил в зонах рифтових розломів на узбережжі Червоного моря. 
Неметалічні корисні копалини. Великі запаси кам'яної солі зосереджені на півдні і сході країни. Родовища Джизан і Фарасан-ель-Кебір пов'язані з виявом соляного діапіризму в міоцені. Ресурси родовища Джизан понад 1 млрд т кам'яної солі із вмістом NaCI 96 %. Розміри соляного діапіру 1,5-3 км. Саудівська Аравія має найбільші у світі запаси піритів, укладені у власне піритових, мідних і мідно-цинкових колчеданих родовищах, з яких найбільші за запасами Ваді-Вассат і Ваді-Катан з вмістом піриту в рудах 80-100%. Виявлені також значні поклади самородної сірки на узбережжі і островах Червоного моря. (Ель-Кібріт, Фарасан-ель-Кебір). Значні запаси фосфоритів. У великому фосфоритоносному районі Турайф-Сірхан поблизу кордону з Йорданією та Іраном виявлено два родовища — Турайф і Таніят. Пласти зернистих фосфоритів потужністю 0,1-2,5 м залягають в гірських породах верхньої крейди та палеоцен-еоцену. 
Нерудна індустріальна сировина представлена в Саудівській Аравії великими запасами гіпсу і меншими магнезиту. Пласти дуже чистих високосортних гіпсів залягають в евапоритах міоцену потужністю декілька сотень метрів (вздовж узбережжя Червоного моря) і у відкладах пермі (узбережжя Перської затоки). Найбільші родовища: Ель-Кібріт, Макна, Джизан, Ель-Карім (запаси 3 млн т). У центральній частині країни в межах Нубійсько-Аравійського щита виявлено два родовища високосортного магнезиту — Джебель-Рухам і Заргат із запасами 1 млн т руди кожне. Вміст MgCO3 понад 95 %, SiO2 до 2 %, СаО до 2 %; прогнозні ресурси 20-40 млн т. 
В Саудівській Аравії є великі запаси мармурів і глин. У межах Нубійсько-Аравійського щита виявлені численні великі родовища мармуру: Джебель-Ханука, Джебель-Хавар, Ваді-Тураба, Джебель-Наїм, Джебель-Будайя, Джебель-Хата, Джебель-ет-Тіррад; цегельних глин (родовище Хушейм-Раді) і скляних пісків. Перспективні вияви каолінових глин, азбесту, слюди, стеатиту, тальку, флюориту, кіаніту. Каолінові родовища на початку XXI ст. були досліджені в формації Вазіа (Wasia). Виявлені поклади характеризуються вмістами: 15-30 % Al2O5 і <4 % Fe2O3, 13,7-36 % Al2O5.